# Nyctemera integra
Nyctemera integra là một loài bướm đêm thuộc phân họ Arctiinae, họ Erebidae.